# Valbert Lisieux Medeiros de Figueiredo
Valbert Lisieux Medeiros de Figueiredo (Tubarão, Santa Catarina, 7 de outubro de 1928 – 18 de março de 2011) foi um militar brasileiro.
Filho de Amauri Poggi de Figueiredo e de Giomar Medeiros de Figueiredo.
Foi chefe do Estado-Maior das Forças Armadas no governo José Sarney, de 20 de junho de 1988 a 5 de janeiro de 1990.